# Antonio Santurro
Antonio Santurro Bueno (Parma, 29 febbraio 1992) è un calciatore italiano con cittadinanza dominicana, portiere attualmente svincolato.

## Biografia
È nato a Parma da padre italiano, originario di Frosinone, e madre dominicana.

## Carriera

### Club
Cresce calcisticamente nelle giovanili della squadra della sua città natale, il Parma, che nel 2011 lo manda a fare la gavetta in Serie D alla Bagnolese, con cui colleziona 33 presenze in campionato. L'anno successivo passa in prestito biennale al Renate, in Lega Pro Seconda Divisione. Nel 2014 viene acquistato a titolo definitivo dal Savoia, in Lega Pro, che nel gennaio 2015 lo cede in prestito alla Juve Stabia, dove però colleziona soltanto una presenza in Coppa Italia Lega Pro. Rientrato dal prestito, viene ceduto al Melfi, prima di passare al Siracusa nel 2016. L'11 luglio 2017, compie un doppio salto di categoria, venendo acquistato dal Bologna. Il 31 marzo 2018 esordisce in Serie A con la maglia degli emiliani, nell'incontro pareggiato per 1-1 contro la Roma. Rimasto ai margini della rosa durante la stagione 2018-2019, l'8 luglio 2019 viene prestato alla Sambenedettese. Il 18 settembre 2020 viene girato in prestito al Catania. Al termine della stagione rimane svincolato e il 3 ottobre 2021 firma un contratto fino al 2022 con l'Udinese.
Il 1º novembre 2022 firma un contratto col Parma.

### Nazionale
In possesso della doppia cittadinanza, dominicana da parte di madre e italiana da parte di padre, nel 2022 viene convocato dalla nazionale dominicana per gli incontri della CONCACAF Nations League. Il 5 giugno 2022 ha esordito in nazionale, nella sconfitta per 2-3 contro la Guyana francese, subentrando al minuto 67' a Dorny Romero.

## Statistiche

### Presenze e reti nei club
Statistiche aggiornate al 1º novembre 2022.
| Stagione        | Squadra         | Campionato      | Campionato | Campionato | Coppe nazionali | Coppe nazionali | Coppe nazionali | Coppe continentali | Coppe continentali | Coppe continentali | Altre coppe | Altre coppe | Altre coppe | Totale | Totale |
| Stagione        | Squadra         | Comp            | Pres       | Reti       | Comp            | Pres            | Reti            | Comp               | Pres               | Reti               | Comp        | Pres        | Reti        | Pres   | Reti   |
| --------------- | --------------- | --------------- | ---------- | ---------- | --------------- | --------------- | --------------- | ------------------ | ------------------ | ------------------ | ----------- | ----------- | ----------- | ------ | ------ |
| 2011-2012       | Bagnolese       | D               | 33         | -?         | CI-D            | ?               | -?              |                    | -                  | -                  |             | -           | -           | 33     | -?     |
| 2012-2013       | Renate          | 2D              | 23         | -29        | CI-LP           | 0               | 0               |                    | -                  | -                  |             | -           | -           | 23     | -29    |
| 2013-2014       | Renate          | 2D              | 18         | -15        | CI-LP           | 2               | -1              |                    | -                  | -                  |             | -           | -           | 20     | -16    |
| Totale Renate   | Totale Renate   | Totale Renate   | 41         | -44        |                 | 2               | -1              |                    | -                  | -                  |             | -           | -           | 43     | -45    |
| 2014-gen. 2015  | Savoia          | LP              | 18         | -25        | CI-LP           | 2               | -3              |                    | -                  | -                  |             | -           | -           | 20     | -28    |
| gen.-giu. 2015  | Juve Stabia     | LP              | 0          | 0          | CI+CI-LP        | - + 1           | - + -1          |                    | -                  | -                  |             | -           | -           | 1      | -1     |
| 2015-2016       | Melfi           | LP              | 32+2       | -37 + -1   | CI+CI-LP        | 0               | 0               |                    | -                  | -                  |             | -           | -           | 34     | -38    |
| 2016-2017       | Siracusa        | LP              | 37+1       | -42 + -2   | CI-LP           | 1               | -1              |                    | -                  | -                  |             | -           | -           | 39     | -45    |
| 2017-2018       | Bologna         | A               | 1          | -1         | CI              | 0               | 0               |                    | -                  | -                  |             | -           | -           | 1      | -1     |
| 2018-2019       | Bologna         | A               | 0          | 0          | CI              | 0               | 0               |                    | -                  | -                  |             | -           | -           | 0      | 0      |
| Totale Bologna  | Totale Bologna  | Totale Bologna  | 1          | -1         |                 | 0               | 0               |                    | -                  | -                  |             | -           | -           | 1      | -1     |
| 2019-2020       | Sambenedettese  | C               | 17+1       | -16+0      | CI+CI-C         | 1+0             | -3+0            |                    | -                  | -                  |             | -           | -           | 19     | -19    |
| 2020-2021       | Catania         | C               | 1          | -1         | CI              | 0               | 0               |                    | -                  | -                  |             | -           | -           | 1      | -1     |
| 2021-2022       | Udinese         | A               | 0          | 0          | CI              | 0               | 0               |                    | -                  | -                  |             | -           | -           | 0      | 0      |
| nov. 2022-2023  | Parma           | B               | 0          | 0          | CI              | 0               | 0               |                    | -                  | -                  |             | -           | -           | 0      | 0      |
| Totale carriera | Totale carriera | Totale carriera | 184        | -169       |                 | 7               | -9              |                    | -                  | -                  |             | -           | -           | -191   | -178   |

### Cronologia presenze e reti in nazionale
| Cronologia completa delle presenze e delle reti in nazionale ― Rep. Dominicana | Cronologia completa delle presenze e delle reti in nazionale ― Rep. Dominicana | Cronologia completa delle presenze e delle reti in nazionale ― Rep. Dominicana | Cronologia completa delle presenze e delle reti in nazionale ― Rep. Dominicana | Cronologia completa delle presenze e delle reti in nazionale ― Rep. Dominicana | Cronologia completa delle presenze e delle reti in nazionale ― Rep. Dominicana | Cronologia completa delle presenze e delle reti in nazionale ― Rep. Dominicana | Cronologia completa delle presenze e delle reti in nazionale ― Rep. Dominicana |
| Data                                                                           | Città                                                                          | In casa                                                                        | Risultato                                                                      | Ospiti                                                                         | Competizione                                                                   | Reti                                                                           | Note                                                                           |
| ------------------------------------------------------------------------------ | ------------------------------------------------------------------------------ | ------------------------------------------------------------------------------ | ------------------------------------------------------------------------------ | ------------------------------------------------------------------------------ | ------------------------------------------------------------------------------ | ------------------------------------------------------------------------------ | ------------------------------------------------------------------------------ |
| 6-6-2022                                                                       | Santo Domingo                                                                  | Rep. Dominicana                                                                | 2 – 3                                                                          | Guyana francese                                                                | CONCACAF Nations League 2022-2023 - 1º turno                                   | -2                                                                             | 67’                                                                            |
| 11-6-2022                                                                      | Santo Domingo                                                                  | Rep. Dominicana                                                                | 1 – 1                                                                          | Guatemala                                                                      | CONCACAF Nations League 2022-2023 - 1º turno                                   | -1                                                                             |                                                                                |
| 14-6-2022                                                                      | Città del Guatemala                                                            | Guatemala                                                                      | 2 – 0                                                                          | Rep. Dominicana                                                                | CONCACAF Nations League 2022-2023 - 1º turno                                   | -2                                                                             |                                                                                |
| 23-3-2023                                                                      | Remire-Montjoly                                                                | Guyana francese                                                                | 1 – 1                                                                          | Rep. Dominicana                                                                | CONCACAF Nations League 2022-2023 - 1º turno                                   | -1                                                                             |                                                                                |
| 28-3-2023                                                                      | San Cristóbal                                                                  | Rep. Dominicana                                                                | 2 – 0                                                                          | Belize                                                                         | CONCACAF Nations League 2022-2023 - 1º turno                                   | -                                                                              |                                                                                |
| Totale                                                                         |                                                                                | Presenze                                                                       | 5                                                                              |                                                                                | Reti                                                                           | -6                                                                             |                                                                                |